# أنتوني جي. تاتا
أنتوني جي. تاتا (بالإنجليزية: Anthony J. Tata) (7 سبتمبر 1959، نورفولك في الولايات المتحدة)؛ سياسي، ضابط وروائي أمريكي.